# Седельников, Александр Дионисьевич
Александр Дионисьевич Седельников (1888—1934) — русский/советский славист/медиевист, исследователь древнерусской литературы.

## Биография
Родился в Иркутске, в 1915 году окончил историко-филологический факультет Московского университета, где изучал древнерусскую литературу под руководством академика М. Н. Сперанского. В 1917 году стал сотрудником Синодальной библиотеки. После передачи ее рукописного собрания в Государственный исторический музей, в 1920 году перешел на работу в отдел рукописей ГИМ в качестве старшего научного сотрудника. В середине 1920-х гг. составил подробное полистное описание рукописей Синодального собрания. В начале 1934 года возглавлял отдел рукописей ГИМ.
Занимался изучением древнерусской книжности, первым обратил внимание на возможное тождество автора «Задонщины» Софонии Рязанца и рязанского боярина Софонии Алтыкулачевича. По мнению А. Седельникова, русская версия о Хождении апостола Андрея появилась после русско-византийского церковного конфликта середины XII века, связанного с поставлением в митрополиты русина Климента Смолятича. Опубликовал ряд работ, посвященных древнерусской религиозности XIV века, в частности, движению стригольников и спорам новгородского архиепископа Василия Калики с тверским епископом Феодором о существовании земного рая.
«Человеком совсем не от мира сего был А. Д. Седельников. Он был невысок, худ, слабого здоровья, говорил, слегка задыхаясь или заикаясь, был весь погружён в древние рукописи, был не женат, в летнее время ходил в какой-то допотопной крылатке», — вспоминал о Седельникове П. С. Кузнецов.
10 февраля 1934 года арестован по «Делу славистов», 2 апреля коллегией ОГПУ приговорен к пяти годам лишения свободы. Был направлен для отбывания наказания в Свирский концентрационно-трудовой лагерь, но сразу после прибытия в лагерь вновь отправлен в Москву для очной ставки с М. Н. Сперанским. 4 мая умер в Бутырском изоляторе Москвы.
26 октября 1964 года реабилитирован.

## Труды
- Древняя киевская легенда об апостоле Андрее // Slavia. — Roč. III. Praha, 1924.
- Псковские писцы XIV века и фольклор // Slavia. — Roč. VI. Praha, 1927.
- Где была написана «Задонщина»? // Slavia. — Roč. IX. Praha, 1930.
- Следы стригольнической книжности // Труды отдела древнерусской литературы. — 1934. — Т. 1. — С. 121—136.
- Мотив о рае в русском средневековом прении // Byzantinoslaviса. — Roč. 7. Praha, 1937—1938.